# NMDA
NMDA é uma sigla para N-metil D-Aspartato. 
O NMDA é um aminoácido excitatório agonista do neurotransmissor, também aminoácido, glutamato. 
Age ativando receptores ionotrópicos conhecidos como receptores glutamatérgicos do tipo NMDA. 
A ativação de receptores NMDA está envolvida em mecanismos de aquisição de memórias e aprendizado.